# Смерть арабам

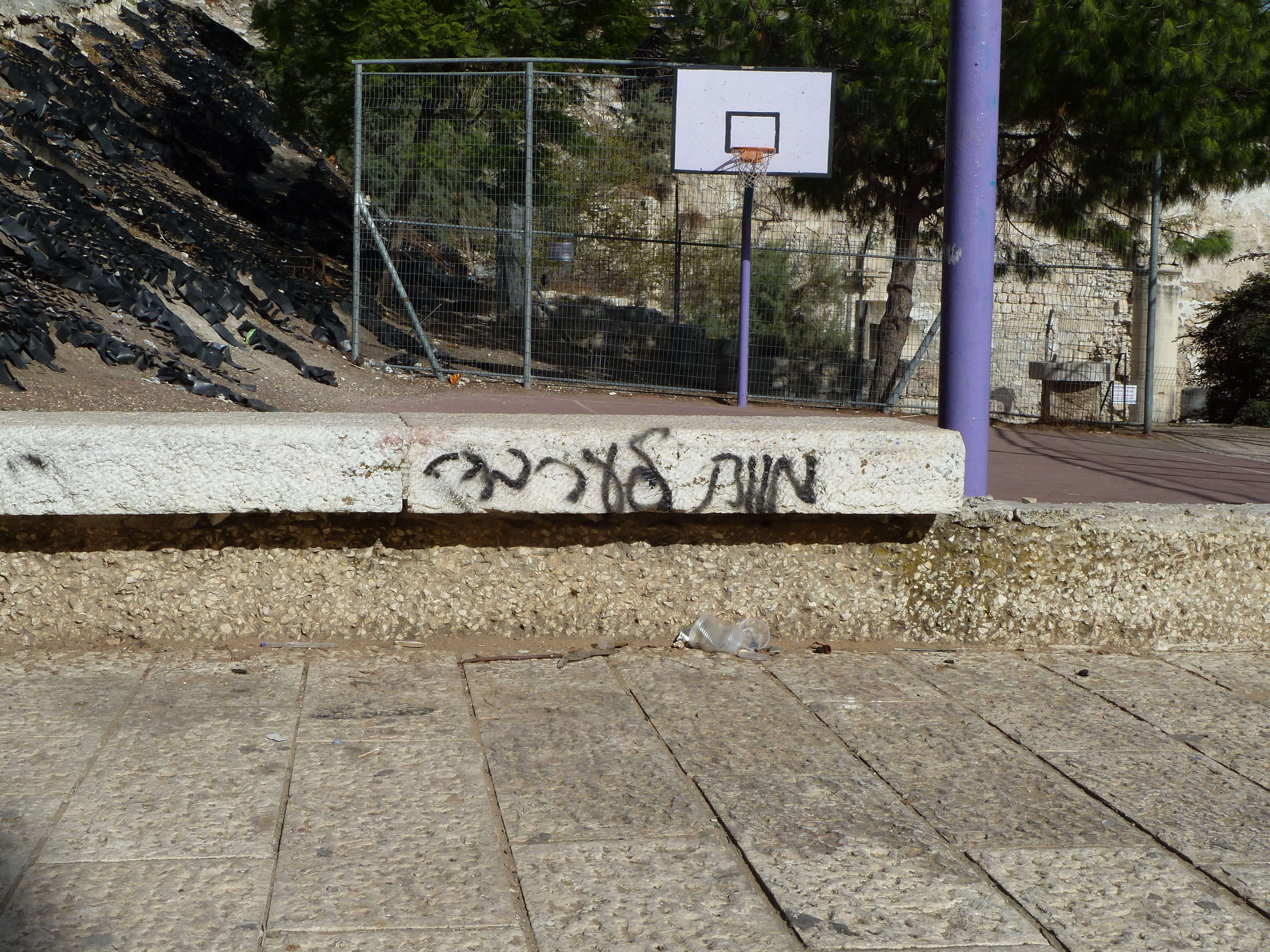
Старый Иерусалим. Ксенофобская надпись «Смерть арабам» на иврите

«Смерть арабам» (ивр. מָוֶת לָעֲרָבִים‎ Māvet lā-Arāvīm) — антиарабский ксенофобский лозунг, используемый еврейскими экстремистами в Израиле и на Западном берегу реки Иордан. Каханисты, ультраправые националисты, кричат «Смерть арабам» во время арабофобских митингов. Лозунг периодически используется во время столкновений с палестинцами на Западном берегу в качестве призыва к мести, а также против израильских арабов во время межэтнических гражданских беспорядков в Израиле.
Он иногда звучит на ежегодном марше с флагами в Иерусалиме и изображается в вандальных ксенофобских граффити. Арабофобский лозунг подвергается критике со стороны международных организаций и стран. Некоторые наблюдатели утверждают, что он содержит призыв к геноциду.

## История

### Антиарабский митинг каханистов
В 1980 году в журнале Journal of Palestine Studies сообщалось, что в одном из входов в Хайфский университет была оставлена надпись «смерть арабам» вместе со свастиками. В то же время движение YESH призывало к исключению арабских студентов.
В 1984 году последователи Меира Кахане провели митинг, во время которого опрокидывали продуктовые прилавки на арабских рынках, скандируя «смерть арабам». В 1989 году партия Кахане «Ках» была запрещена из-за пропаганды расизма. Члены еврейской ультраправой организации Лехава кричат «смерть арабам» во время митингов.

### Беспорядки 2000 года
Во время беспорядков в октябре 2000 года израильские евреи нападали на арабов с криками «смерть арабам» и двое арабов были убиты. В 2009 году израильское издание Haaretz сообщало, что члены партии «Наш дом Израиль» собрались на дорогах Галилеи во время партийной конференции и кричали «смерть арабам» проезжающим машинам.

### Антиарабский лозунг футбольных фанатов
С конца 1990-х годов лозунг «Смерть арабам» стал обычным явлением на израильских футбольных стадионах. Футбольный клуб «Бейтар Иерусалим», известный своими арабофобскими еврейскими фанатами, регулярно заставляет своих болельщиков скандировать «смерть арабам». После нормализации отношений между Израилем и ОАЭ в 2020 году шейх Хамад бен Халифа аль-Нахаян, бизнесмен из Эмиратов, объявил о планах покупки 50 % акций клуба. Совладелец клуба Моше Хогег заявил, что новое соглашение является попыткой изменить имидж клуба. Однако сделка не состоялась и рухнула в 2022 году после заявлений о финансовых махинациях и обвинений Хогега в сексуальных преступлениях.

### Инцидент с Джамаль Джулани
16 августа 2012 года 17-летнего палестинца Джамаля Джулани едва не забили до смерти на площадь Сиона еврейские подростки, выкрикивая «смерть арабам».

### Антиарабские националистические марши
Националистические марши в честь Дня Иерусалима посвящены израильской оккупации Восточного Иерусалима. Лозунг «смерть арабам» скандировался во время этих маршей (2015, 2021, 2023, 2024).

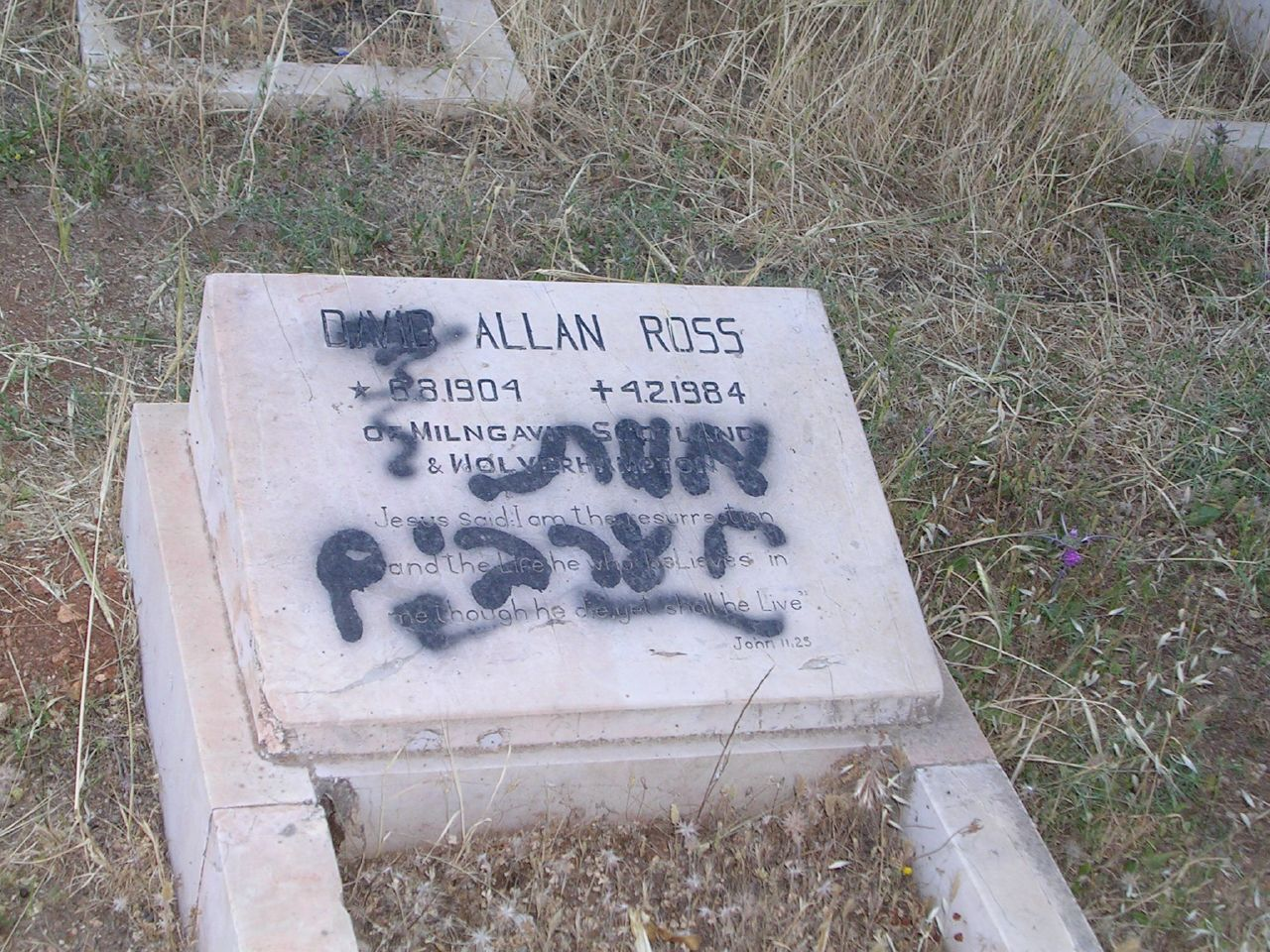
Осквернение могилы в городе Вифлеем. Вандальная надпись граффити на иврите: «Смерть арабам».

### Вандальные граффити на могилах
Писатель Гиль Зохар утверждает, что расизм глубоко укоренился в израильском обществе. Граффити с призывом «смерть арабам» — явление относительно частое. Надписи «смерть арабам», «таг мехир» и «смерть русским» также оставляют на мусульманских и христианских кладбищах.

## Официальная позиция
В нескольких случаях люди были привлечены к ответственности за скандирование «Смерть арабам» в различных ситуациях, в том числе в качестве болельщиков на футбольных матчах или граффити. Позиция Генерального прокурора заключается в том, что скандирование представляет собой подстрекательство к расизму и, следовательно, запрещено законом.
Судья Эдмонд Леви постановил:
Клич «Смерть арабам», который стал душераздирающим явлением, широко распространенным в наших местах, в том числе на футбольных матчах, где порой кажется, что все ограничения были даны тем, кто называет себя спортивными болельщиками, является выражением злого и опасного расистского духа, который необходимо всячески осуждать и искоренять. Прискорбно, что до сих пор не предприняты реальные шаги по предотвращению этого неприемлемого явления в той мере, которая позволила бы искоренить его.
Оригинальный текст (иврит)הקריאה "מוות לערבים", שלמגינת הלב הפכה חזיון נפרץ במקומותינו, ובכלל זה במשחקי כדורגל בהם דומה, לעתים, כי הותר כל רסן מצדם של מי שמתיימרים להיות חובבי ספורט, היא ביטוי לרוח גזענית רעה ומסוכנת, אשר יש לגנותה בכל פה ולעוקרה מן השורש. יש להצר על כי צעדים ממשיים למניעתה של תופעה פסולה זו טרם ננקטו במידה המאפשרת את מיגורה
Депутат Кнессета Итамар Бен-Гвир во время посещения рынка Махане-Иегуда упрекнул активиста за выкрикивание лозунта «Смерть арабам»; вместо этого активист стал скандировать «Смерть террористам».

## Реакции
Израильский социолог Амир Бен-Порат объясняет использование лозунга «смерть арабам» в контексте изменений в израильско-палестинском конфликте, а также распространённого среди многих израильтян убеждения, что арабские граждане Израиля должны покинуть страну. Он утверждает, что лозунг «формируется и черпает поддержку из определённых компонентов текущей политической культуры в Израиле». Распространение этого лозунга совпало с призывами правых политических сил к изгнанию арабских граждан Израиля.
По словам автора Haaretz Ора Кашти, растущее использование этого лозунга молодёжью свидетельствует скорее об успехе, чем о провале израильской системы образования. По словам Яна С. Ластика, эта арабофобская фраза и другие подобные ей «имитируют нацистские лозунги и поведение немцев» во времена Холокоста.
Профессор Надира Шальхуб-Кеворкян утверждает, что такие лозунги, как «смерть арабам», являются частью культурной среды колониальных поселений на палестинских территориях, формируя атмосферу насилия и оправдывая преступления против палестинцев. Анат Римон-Ор утверждает, что этот лозунг вызывает большее недовольство в либеральном израильском еврейском обществе, чем гибель арабов от рук израильтян.
Нуран Альхамдан из Института Ближнего Востока указывает на двойные стандарты: «Палестинцев постоянно заставляют объяснять, что они подразумевают под выражением „от реки до моря“, и даже когда они это делают, их намерения додумывают за них; в то же время, значительная часть израильского общества не видит ничего плохого в „смерти арабам“, и нам говорят, что „они на самом деле не это имеют в виду“».
Надим Хоури, директор Инициативы арабских реформ, говорит, что когда группы израильтян скандируют «смерть арабам», это воспринимается как маргинальное явление в израильском обществе, тогда как если палестинец или араб выражает ненависть, это сразу воспринимается как показатель жестокости всего общества. Джамал Боуман, член палаты представителей США от Нью-Йорка, прокомментировал: «Это призыв к геноциду. Давайте называть вещи своими именами».